# Orthothuidium curtisetum
Orthothuidium curtisetum är en bladmossart som beskrevs av J.C. Norris och T. Koponen 1985. Orthothuidium curtisetum ingår i släktet Orthothuidium och familjen Thuidiaceae. Inga underarter finns listade i Catalogue of Life.